# Северна страна
„Северна страна“ (на английски: North Country) е американска драма от 2005 г. на режисьора Ники Каро, с участието на Шарлиз Терон, Франсис Макдорманд, Шон Бийн, Ричард Дженкинс, Джеръми Ренър, Мишел Монахан, Уди Харелсън и Сиси Спейсик. Сценарият на Майкъл Сийцман е вдъхновен от книгата Class Action: The Story of Lois Jenson and the Landmark Case That Changed Sexual Harassment Law от 2002 г., написана от Клара Бингам и Лора Лийди Ганслър. В книгата е представена хроника на делото Jenson v. Eveleth Taconite Company.

## Актьорски състав
| Актьор             | Роля                  |
| ------------------ | --------------------- |
| Шарлиз Терон       | Джозефин „Джоси“ Еймс |
| Амбър Хърд         | Джоси като млада      |
| Франсис Макдорманд | Глори Додж            |
| Шон Бийн           | Кайл Додж             |
| Ричард Дженкинс    | Хенри „Ханк“ Еймс     |
| Джеръми Ренър      | Робърт „Боби“ Шарп    |
| Коул Уилямс        | Младият Боби          |
| Мишел Монахан      | Шери                  |
| Томас Къртис       | Самюъл „Сами“ Еймс    |
| Уди Харелсън       | Бил Уайт              |
| Сиси Спейсик       | Алис Еймс             |
| Том Бауър          | Грей Сушет            |
| Линда Емънд        | Лесли Контин          |
| Брус Бон           | Член на съюза         |
| Ръсти Шуимър       | Голямата Бети         |